# Stensjön (Stora Kopparbergs socken, Dalarna)
Stensjön är en sjö i Falu kommun i Dalarna och ingår i Dalälvens huvudavrinningsområde. Sjön har en area på 0,126 kvadratkilometer och ligger 180,4 meter över havet. Sjön avvattnas av vattendraget Nåhemsbäcken.

## Delavrinningsområde
Stensjön ingår i det delavrinningsområde (672700-148058) som SMHI kallar för Inloppet i Kalven. Medelhöjden är 190 meter över havet och ytan är 12,4 kvadratkilometer. Det finns inga avrinningsområden uppströms utan avrinningsområdet är högsta punkten. Nåhemsbäcken som avvattnar avrinningsområdet har biflödesordning 4, vilket innebär att vattnet flödar genom totalt 4 vattendrag innan det når havet efter 235 kilometer. Avrinningsområdet består mestadels av skog (87 procent). Avrinningsområdet har 0,34 kvadratkilometer vattenytor vilket ger det en sjöprocent på 2,7 procent.